# Ilse Hayes
Pour les articles homonymes, voir Hayes.
Ilse Hayes (née le 30 août 1985 à Johannesbourg), aussi connue sous le nom d'Ilse Carstens, est une athlète handisport sud-africaine concourant principalement dans les épreuves de sprint en catégorie T13 (vision partielle). Hayes participe à quatre éditions des Jeux paralympiques, la première étant celle de 2004 à Athènes. Elle est médaillée lors de ces quatre Jeux, remportant notamment deux médailles d'or dans l'épreuve de saut en longueur, à Pékin (2008) et à Londres (2012). Elle compte aussi à son palmarès de nombreuses médailles aux Championnats du monde.

## Biographie
Hayes est née à Johannesbourg, en Afrique du Sud en 1985. À l'âge de onze ans, elle est diagnostiquée comme souffrant de la maladie de Stargardt, une forme héréditaire de la dégénérescence maculaire juvénile, ce qui provoque une perte progressive de la vision. Elle étudie les sciences du sport et la pédiatrie à l'université de Stellenbosch. Elle est mariée à Cassie Carstens avec lequel elle réside dans le centre de Stellenbosch.
Hayes commence sa carrière internationale aux Championnats du monde de 2002 à Lille, en France. Elle concourt dans trois épreuves dans la catégorie T13, remportant la médaille d'or du 400 mètres et la médaille du 100 mètres. Elle participe aussi au concours du saut en longueur, mais elle termine au pied du podium avec une distance de 4,93 mètres. Ces performances la mènent à participer aux Jeux paralympiques d'été de 2004 à Athènes, où elle obtient sa première médaille paralympique, une médaille de bronze sur 400 mètres en T13. Elle termine également à la cinquième place chez les femmes sur le 100 mètres en T13.
En 2006 Hayes dispute ses deuxièmes Championnats du monde, à Assen aux Pays-bas. Elle remporte deux médailles de bronze, cette fois sur le 200 mètres et le 400 mètres. Elle améliore son résultat en saut en longueur par rapport à 2002 avec une distance de 5,19 mètres, mais elle ne parvient toujours pas à accéder au podium. Son plus grand succès vient deux ans plus tard, aux Jeux paralympiques d'été de 2008 à Pékin, lorsqu'elle remporte sa première médaille d'or. Elle termine première de l'épreuve de saut en longueur, avec un saut de 5,68 mètres lors de sa quatrième tentative battant ainsi la grecque Anthi Karagianni de 5 centimètres. Hayes est aussi médaillée d'argent du 100 mètres à Pékin.
Aux Mondiaux de 2011 à Christchurch, Hayes ajoute le titre mondial de saut en longueur à son palmarès avec un saut de 5,80 mètres. Elle est aussi médaillée d'or du 100 mètres et médaillée de bronze du 200 mètres. Elle conserve son titre en saut en longueur aux Jeux paralympiques de 2012 à Londres battant nettement sa rivale algérienne Lynda Hamri. Elle est aussi à Londres médaillée d'argent du 100 mètres dans la catégorie T13.
En 2013, Hayes reçoit l'Ordre de Ikhamanga (argent) de la part du président Jacob Zuma pour « sa courageuse et incessante poursuite vers l'excellence et son incroyable endurance physique ». Dans la perspective des Jeux paralympiques de 2016, Hayes a participé à deux autres Championnats du monde handisport. Elle remporte un total de quatre médailles d'or en saut en longueur et une médaille d'argent sur 100 mètres à Lyon en 2013 et deux médailles d'or sur le 100 mètres et le 200 mètres en 2015 à Doha. Hayes est empêchée de défendre son titre paralympique en saut en longueur, après que l'épreuve de catégorie T13 a été retirée du programme des Jeux paralympiques de 2016 à Rio. Elle remporte néanmoins deux médailles d'argent en catégorie T13, sur 100 et 200 mètres.
Elle prend sa retraite sportive en 2017.